# Panorpa quadrifasciata
Panorpa quadrifasciata is een insect uit de orde van de schorpioenvliegen (Mecoptera), familie van de schorpioenvliegen (Panorpidae). De wetenschappelijke naam van de soort is voor het eerst geldig gepubliceerd door Chou & Wang in 1987.
De soort komt voor in China.